# Klasztor Warłama
Klasztor Warłama (gr. Μονή Βαρλαάμ = Moni Warlaam) – grecki monastyr wchodzący w skład zespołu klasztorów w Meteorach.

## Położenie i historia
Monastyr stoi na drugiej co do wysokości skale Meteorów (na najwyższej znajduje się Wielki Meteor), prowadzą do niego schody o około stu stopniach. Został założony w 1350 przez  pustelnika Warłama (stąd nazwa), który wspiął się na wierzchołek i wybudował  trzy kościółki, cele i cysternę na wodę. Po jego śmierci miejsce opustoszało na 200 lat. 
Odbudowy świątyni i klasztoru podjęli się zamożni bracia-zakonnicy Teofanis i Nektarios Apsarades z Janiny w 1517. Transport materiałów trwał podobno dwadzieścia dwa lata, a sama budowa – dwadzieścia dni. W tym czasie stanął katolikon pod wezwaniem Wszystkich Świętych, kościółek Trzech Hierarchów i wieża.
W końcu XVI i na początku XVII w. na terenie klasztoru działały renomowane pracownie kopiowania manuskryptów oraz haftu sakralnego. W początkach XIX w. zbudowano schody i drewniane mostki, które zastąpiły system drabin nad przepaściami.
Po długich latach opuszczenia i zaniedbania monastyr rozpoczął nową egzystencję w 1961, kiedy powtórnie zaludnili go mnisi, wśród których znajdowali się m.in. późniejsi hierarchowie Greckiego Kościoła Prawosławnego: metropolita Pireusu Kalinikos, metropolita Katerini Agathonikos oraz arcybiskup Aten i Grecji Christodulos. W 2008 w monastyrze mieszkało siedmiu mnichów. Podczas gruntownego remontu na przełomie XX i XXI w. rozbudowano i unowocześniono zaplecze mieszkalne oraz pracownie, a także odnowiono zabytkowe budynki. 
Niedostępny dla zwiedzających jest osobowy wagonik na linie kursujący pomiędzy garażami u podnóża skały a górną stacyjką z kapliczką.

## Zabytki
Współczesne budynki pochodzą z początku XVI wieku. 

### Katolikon pod wezwaniem Wszystkich Świętych
Główna świątynia klasztorna pod wezwaniem Wszystkich Świętych została zbudowana w 1548. Ma formę trójkonchowej budowli z dwiema kopułami nad nawą i narteksem. Dwie boczne absydy po bokach nawy przeznaczone były dla kantorów. 
We wnętrzu zwraca uwagę bogato rzeźbiony drewniany ikonostas, trony biskupa i opata oraz relikwiarz i pulpit, wszystkie ozdobione inkrustacjami z macicy perłowej i kości słoniowej. 
Odrestaurowane malowidła na ścianach datowane są na 1548 (dzieła Franko Katelano; mają one wszystkie charakterystyczne cechy malarstwa tego artysty: szczegółową opisowość i analizę historycznych faktów, wraz z żywym realizmem) i 1566 (autorstwa Jerzego i Franka Kontari). Malowidła w nawie przedstawiają Madonnę z Dzieciątkiem, Pantokratora jako Sędziego Sprawiedliwego (w kopule głównej), ewangelistów (w pendentywach), uzbrojonych świętych (w absydach po obu stronach nawy) oraz wiele scen z życia Chrystusa (w górnych partiach ścian). W narteksie przedstawiono głównie postacie świętych (Chrystus w otoczeniu aniołów i duchów niebieskich widnieje w kopule). Na zachodniej ścianie przedsionka znajduje się niecodzienne malowidło, przedstawiające pustelnika Zissisa lamentującego nad otwartym grobem ze szkieletem Aleksandra Wielkiego, stanowiące alegorię przedstawiającą nietrwałość ludzkiego żywota oraz przemijalność sławy i bogactwa.

### Pozostałe zabytki

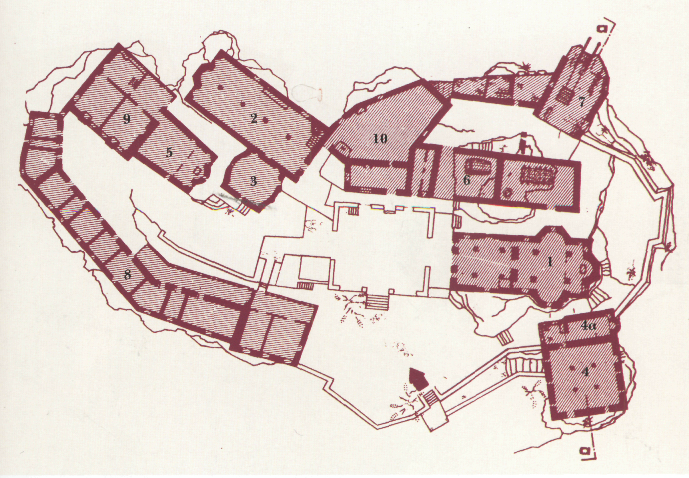
Schemat monasteru

Kaplica pod wezwaniem Trzech Hierarchów, wzniesiona w 1627, ma freski pochodzące z 1637 o charakterystycznych cechach okresu późnobizantyjskiego z pierwszej połowy XVII w.
Spośród zabudowań klasztornych na uwagę zasługują też: stary refektarz, dawne hospicjum, kaplica świętych Kosmy i Damiana, wieża wyciągowa z gankiem, kołowrotem i siecią oraz piwnica, w której stoją ogromne drewniane cysterny na wodę. 
W starym refektarzu zamienionym na muzeum zgromadzono misternie zdobione przedmioty liturgiczne, ornaty i ikony. Na uwagę zasługuje Biblia należąca niegdyś do cesarza bizantyjskiego, Konstantyna Porfirogenety, z jego własnoręcznym podpisem oraz misternie zdobiony kodeks z XI w. W sumie w klasztorze przechowywanych jest 269 kodeksów i liczne manuskrypty. 
Między katolikonem a furtą klasztorną znajduje się dawna kuchnia klasztorna, w której wnętrzu urządzono niewielką wystawę historyczną zawierającą czarno-białe fotogramy i stare przedmioty ilustrujące przeszłość Meteorów.